# 大香荚兰
大香荚兰（学名：Vanilla siamensis）为兰科香荚兰属下的一个种。种加名 siamensis 意为“暹罗的”。